# فيليب بونو فاريا
فيليب بونو فاريا Philippe-Jean Bunau-Varilla (1859 – 1940) كان مهندسا وجنديا ودبلوماسيا فرنسيا.
بمساعدة اللوبي الأميركي والمحامي ويليام نيلسون كرومويل أثر بونو فاريا بشكل كبير على قرار الولايات المتحدة فيما يتعلق بإنشاء موقع لقناة بنما الشهيرة، والتي تعد الآن ممرا مائيا لحركة السفن التجارية بين المحيطين الاطلنطي والهادي. كما عمل قريبا من الرئيس الأميركي تيودور روزفلت في دعم ثورة بنما، والتي نتج عنها استقلالها عن كولومبيا.

## روابط خارجية
- فيليب بونو فاريا على موقع الموسوعة البريطانية (الإنجليزية)